# Милан Миљевић
Милан Миљевић (1948—2021) био је српски социолог, политиколог, професор Филозофског факултета Универзитета у Источном Сарајеву и члан Академије наука и умјетности Републике Српске.
Професор је методологије социјалних истраживања, методологије научних истраживања, теорије информација, медија масовних комуникација, социологије, социлогије културе, на Филозофском факултету Универзитета у Источном Сарајеву, и Универзитету Синергија у Бијељини. Члан је Одбора за филозофско-педагошке науке Академије наука и умјетности Републике Српске.